# Großnaundorf
Großnaundorf ist eine sächsische Gemeinde im Westen des Landkreises Bautzen, die zur Verwaltungsgemeinschaft Pulsnitz gehört.

## Geographie und Verkehr
Die Gemeinde befindet sich etwa 25 Kilometer nordöstlich der Landeshauptstadt Dresden und 7 Kilometer nordwestlich von Pulsnitz. Südlich der Gemeinde verläuft die Bundesautobahn 4, welche über die Anschlussstelle Pulsnitz erreichbar ist. Das Gemeindegebiet liegt in den Hügelketten des Westlausitzer Hügellandes (bis 448 m ü. NN) zu Füßen des Keulenberges. Die Bergkuppen sind größtenteils bewaldet.

## Geschichte

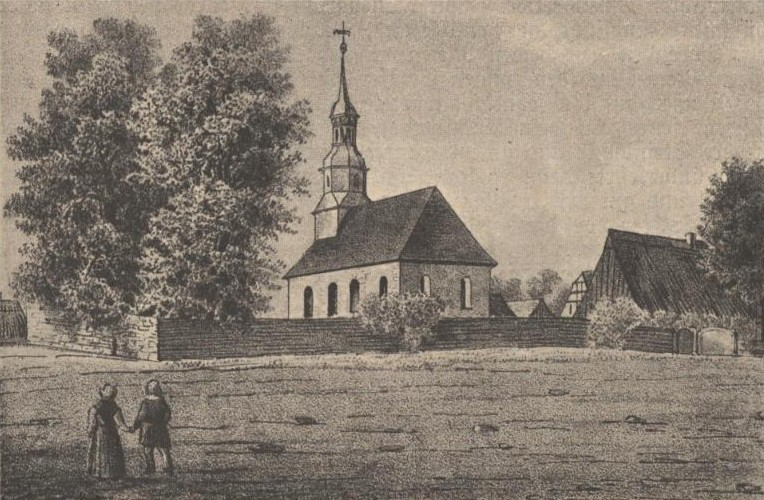
Großnaundorf um 1840

Der Ort ist 1309 als Nuwendorf erstmals nachweislich belegt. Der Name leitet sich vom mittelhochdeutschen nūwe, also nhd. „neu“ ab. Zur Unterscheidung von ähnlich benannten Ortschaften bezeichnet der heutige Ortsname somit ein „großes neues Dorf“.

## Ortsgliederung
Ortsteile sind Großnaundorf und Mittelbach.

## Politik

### Bürgermeister
Der Bürgermeister seit 1996 war Jürgen Kästner. Bei der Bürgermeisterwahl am 3. September 2017 in der Gemeinde Großnaundorf konnte der parteilose Christian Rammer mit 96,3 % Zustimmung fast alle Stimmen auf sich vereinigen.
| Wahl | Bürgermeister                 | Vorschlag         | Wahlergebnis (in %) |
| ---- | ----------------------------- | ----------------- | ------------------- |
| 2024 | Christian Hans-Joachim Rammer | Rammer            | 89,3                |
| 2017 | Christian Hans-Joachim Rammer | Rammer            | 96,3                |
| 2010 | Jürgen Kästner                | WV „Sportfreunde“ | 98,1                |
| 2003 | Jürgen Kästner                | WV „Sportfreunde“ | 99,2                |
| 1994 | Wolfgang Kenner               | FWV               | 63,6                |

### Gemeinderat
- SF GND: 3
- WG G/M: 7
- AfD: 1

Ein Sitz der AfD bleibt unbesetzt. Der Gemeinderat verkleinert sich entsprechend.
Die Gemeinderatswahl am 9. Juni 2024 lieferte folgendes Ergebnis, in Vergleich gesetzt zu früheren Kommunalwahlen:
| Parteien und Wählergemeinschaften | Parteien und Wählergemeinschaften                     | 2024  | 2024  | 2019  | 2019  | 2014  | 2014  |
| Parteien und Wählergemeinschaften | Parteien und Wählergemeinschaften                     | in %  | Sitze | in %  | Sitze | in %  | Sitze |
| --------------------------------- | ----------------------------------------------------- | ----- | ----- | ----- | ----- | ----- | ----- |
| SF GND / SFG                      | Wählervereinigung Sportfreunde Großnaundorf           | 54,7  | 7     | 46,8  | 5     | 51,5  | 7     |
| WG G/M                            | Wählergemeinschaft Großnaundorf/Mittelbach            | 29,1  | 3     |       |       |       |       |
| AfD                               | Alternative für Deutschland                           | 16,2  | 1     |       |       |       |       |
| WG GND / WGM                      | Wählergemeinschaft Großnaundorf                       | –     | –     | 53,2  | 7     | 34,8  | 4     |
| WB                                | Wählervereinigung Interessengemeinschaft Waldbesitzer | –     | –     | -     | -     | 13,7  | 1     |
| gesamt                            | gesamt                                                | 100,0 | 11    | 100,0 | 12    | 100,0 | 12    |
| Wahlbeteiligung in %              | Wahlbeteiligung in %                                  | 80,2  | 80,2  | 76,1  | 76,1  | 67,4  | 67,4  |

## Sehenswürdigkeiten

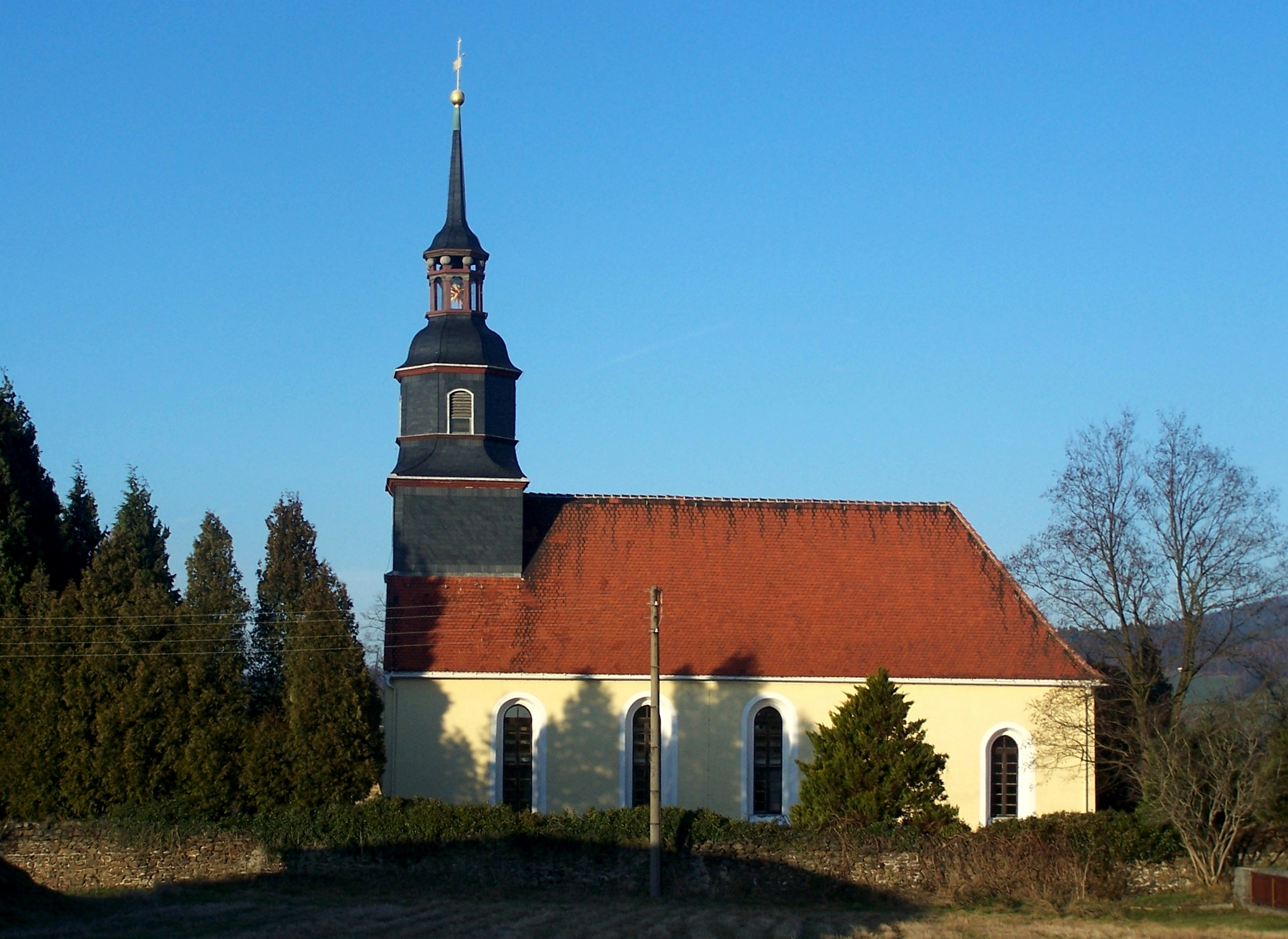
Kirche

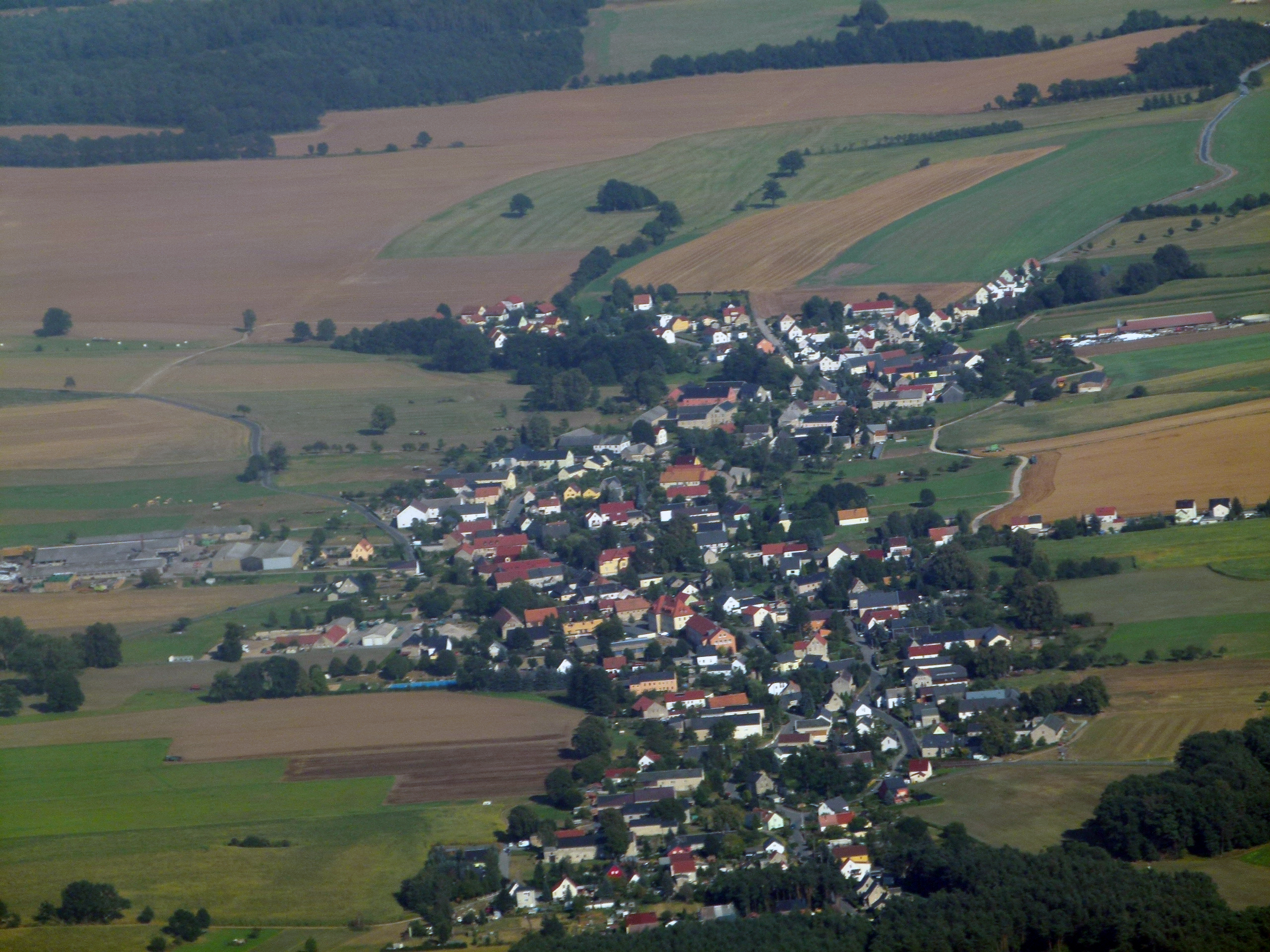
Blick auf Großnaundorf aus der Luft

- Ensemble Dorfkirche Großnaundorf, Pfarrhaus und erste Schule des Ortes (stilisiert im Großnaundorfer Ortswappen dargestellt)
- Alte Schule; 1908 im Jugendstil errichtet, erweitert 1931. Dieses Gebäude beherbergt die Ausstellung zur Ortsgeschichte, welche aus Anlass der 650-Jahr-Feier im Jahre 1999 eingerichtet wurde.
- Fachwerkhäuser
- Altes Backhaus
- Lauterbachtal, zwischen Großnaundorf und Kleindittmansdorf gelegenes, landschaftliches Kleinod.
- Siehe auch: Liste der Kulturdenkmale in Großnaundorf

### Naturschutz
- Siehe auch: Liste der Naturdenkmale in Großnaundorf

## Öffentliche Einrichtungen
- Kindertagesstätte „Kleine Strolche“
- Jugendclub Großnaundorf „Radio Bacardi“ e. V.
- Großnaundorfer Freibad

## Persönlichkeiten
- Carl Gärtner (1821–1875), Lehrer und Lyriker
- Richard Hempel (* 1997), Fußballschiedsrichter